# Poecilognathus relativitae
Poecilognathus relativitae (лат.) — вид короткоусых двукрылых насекомых рода Poecilognathus из семейства мухи-жужжала (Phthiriinae, Bombyliidae).

## Распространение
США.

## Описание
Мелкие мухи длиной несколько миллиметров. Глаза голоптические у самцов и разделённые у самок на расстоянии двукратной ширины оцеллий. Каудальный край эпандриума гениталий самцов вогнутый.
Вид был впервые описан в 1985 году американским диптерологом Нилом Эвенхусом (Center for Research in Entomology, Bishop Museum, Гонолулу, Гавайи, США) под первоначальным названием Phthiria relativitae Evenhuis, 1985. Видовое название объясняется как игра слов от релятивистской теории относительности.